# Coleophora badiipennella
Coleophora badiipennella é uma espécie de mariposa do gênero Coleophora pertencente à família Coleophoridae.